# Coleman A. Young Municipal Center
El Coleman A. Young Municipal Center es un edificio de oficinas gubernamentales y un palacio de justicia ubicado en 2 Woodward Avenue en el Downtown de Detroit, Míchigan. Originalmente llamado City-County Building, fue rebautizado por el exalcalde de Detroit Coleman A. Young, poco después de su muerte en 1997. Sirve como la sede del gobierno de la Ciudad de Detroit.
Alberga oficinas, tribunales y salas de reuniones. En sus inmediaciones se encuentran el Renaissance Center, la Hart Plaza, el Ally Detroit Center, el Courtyard y el Millender Center.

## Arquitectura

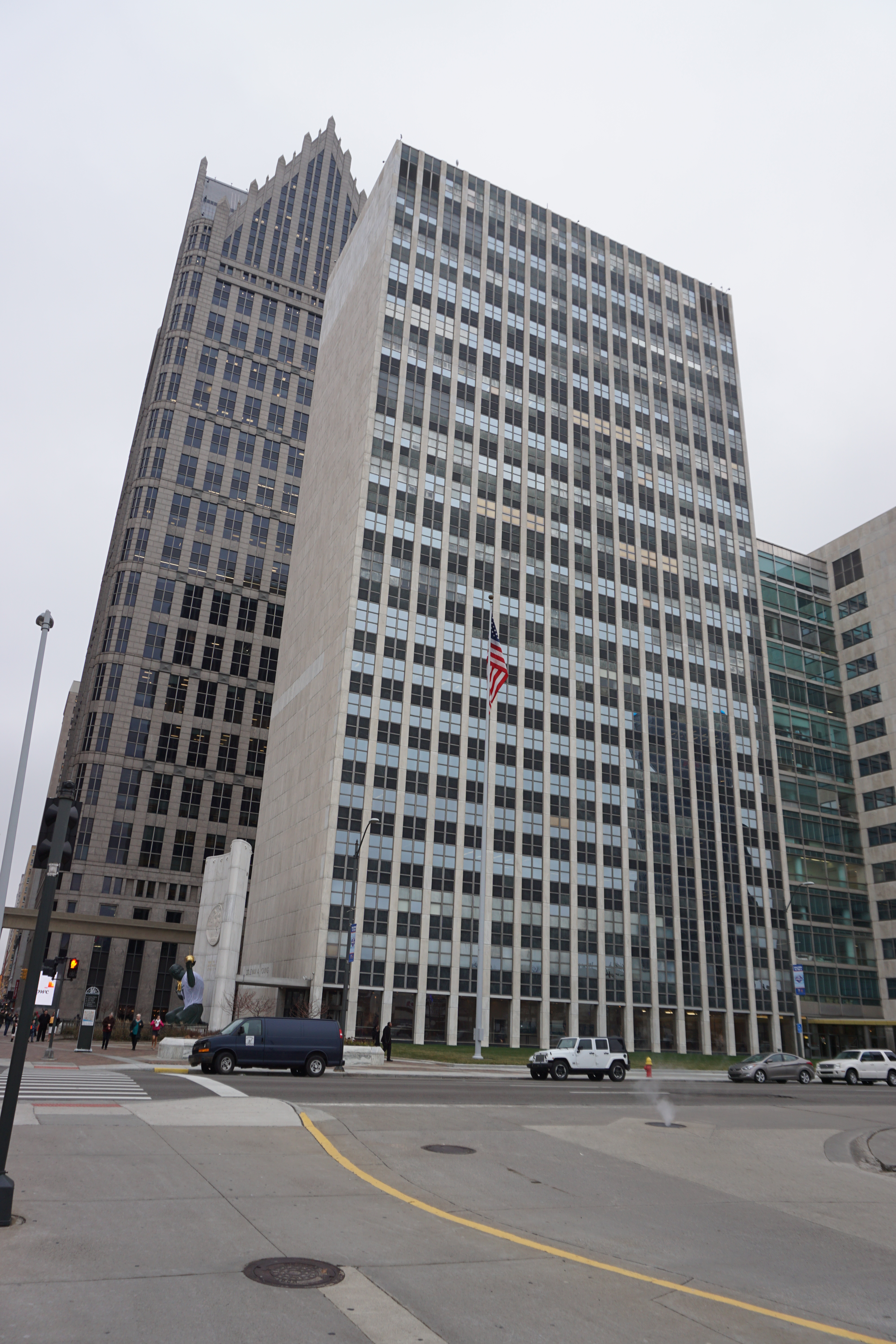
El Centro Municipal Coleman A. Young en diciembre de 2015

El edificio modernista de estilo internacional fue diseñado por el estudio de arquitectura Harley, Ellington y Day. La construcción comenzó en 1951 y se completó en 1954. Tiene 20 pisos de altura, y el sótano incluido tiene 21 pisos en total.
Tres fachadas exteriores de la Torre de los Tribunales están revestidas con mármol blanco de Vermont con enjutas de mármol negro debajo de las ventanas para enfatizar las líneas verticales. La verticalidad de ese inmueble contrasta con la sección de oficinas de la Torre de Administración de 14 pisos, en la que se enfatizan las líneas horizontales. El ladrillo de la fachada de la calle Randolph no se cubrió con mármol para permitir una expansión futura.

### Torres
Torre de administración
El edificio de 14 pisos de este complejo se llama Torre de la Administración y tiene 60 m de altura, desde el suelo hasta el parapeto mecánico del techo del ático. La Torre de Administración tiene oficinas para la ciudad de Detroit y el condado de Wayne, así como clínicas médicas, laboratorios, una biblioteca municipal y las cámaras del auditorio del Concejo Municipal en el piso 13.
Torre de Tribunales
El edificio de 20 pisos de este complejo se llama Torre de Tribunales y tiene 97 m de altura. Contiene espacio para oficinas en los pisos 1 a 8 y salas de audiencias, salas de jueces y salas de jurados en los pisos 9 a 19, y el piso 20 alberga el equipo mecánico del edificio.
Un elemento de pared de mármol se eleva 13,3 m de altura y se encuentra a 5,2 m al oeste de la torre Courts, y está conectado a la torre por un dosel que forma la entrada de Woodward Avenue. Los bajorrelieves de los sellos de Detroit y del condado de Wayne están grabados en la pared, junto con una cita de la Biblia (2 Corintios 3:17). Ahora el Señor es ese Espíritu: y donde está el Espíritu del Señor, hay libertad.

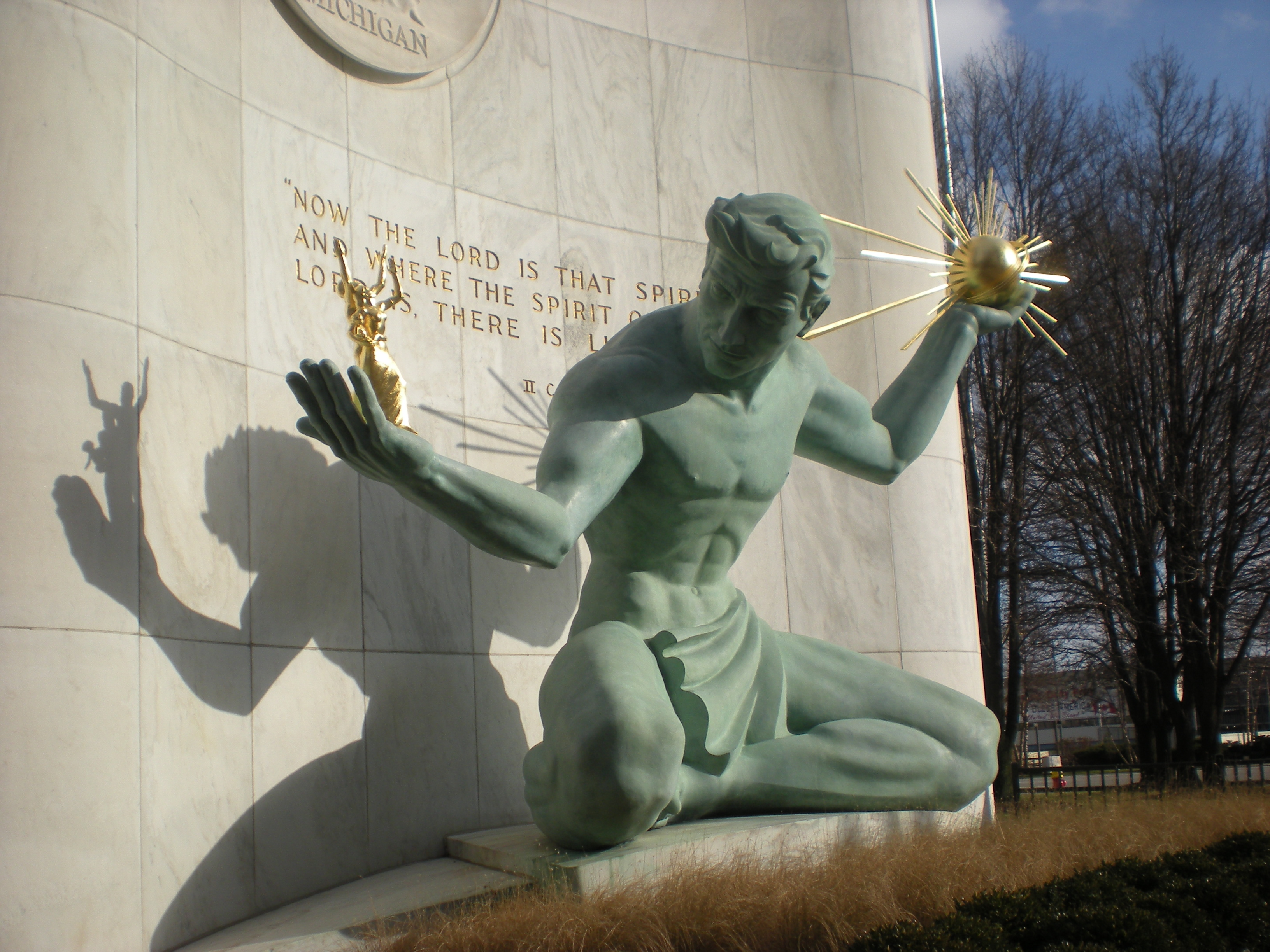
Spirit of Detroit del escultor Marshall Fredericks, en el centro municipal.

### Estatua
Spirit of Detroit, una estatua de bronce de 7,6 m de altura del escultor Marshall Fredericks, se encuentra en el elemento de la pared de mármol de Torre de Tribunales. Como uno de los puntos de referencia más fácilmente identificables de Detroit, un boceto de la estatua aparece como el elemento central de la mayoría de los logotipos de los departamentos y servicios de la ciudad de Detroit.
Cuando los equipos deportivos de Detroit (Red Wings, Pistons y Tigers) han estado en disputa por el campeonato de su liga, la estatua tradicionalmente ha sido equipada con una versión enorme de la camiseta del equipo apropiado.

### Skyway
Una pasarela cerrada sobre Randolph Street se conecta con el Millender Center, el Courtyard y el Renaissance Center como una especie de "ciudad cerrada dentro de una ciudad". La entrada desde la pasarela al nivel del tercer piso requiere un pase de seguridad, y las personas sin un pase deben regresar a la entrada del piso principal.

## Operaciones
El Centro Municipal Coleman A. Young es operado por la Autoridad de Construcción Conjunta Detroit-Wayne, que fue creada en 1948 por la Legislatura de Míchigan. El edificio contiene una biblioteca, un palacio de justicia y el ayuntamiento.
Cuando se inauguró, el City-County Building reemplazó tanto al histórico Ayuntamiento de Detroit como al Wayne County Building. Desde entonces, muchas oficinas del condado de Wayne se han trasladado al cercano Guardian Building, que ahora sirve como sede del condado. Las oficinas del Secretario del Condado de Wayne permanecen en el edificio al igual que una división del Tribunal de Circuito (Tercer Judicial) del Condado de Wayne, las Oficinas Administrativas del Tribunal de Circuito y el Tribunal de Sucesiones del Condado de Wayne.
El 28 de junio de 2008, el Centro Municipal Coleman A. Young fue alcanzado por un rayo durante una serie de tormentas eléctricas intensas y provocó un incendio en un transformador dentro del edificio. Se volvió a abrir para el servicio el 9 de julio de 2008. El daño por humo y fuego fue visible al otro lado del río, en Windsor, Ontario.